# ATP Challenger de São Paulo 1 de 2014
O Aberto de São Paulo de 2014 foi um torneio profissional de tênis jogado em quadras duras, o primeiro challenger a acontecer em São Paulo naquele ano. Foi a décima quarta edição do torneio, que fez parte do ATP Challenger Tour de 2014. Ela ocorreu em São Paulo, São Paulo, Brasil, entre 30 de dezembro de 2013 e 5 de janeiro de 2014.

## Entradas na chave principal de simples

### Cabeças de chave
| País | Jogador            | Rank1 | N° |
| ---- | ------------------ | ----- | -- |
| ARG  | Horacio Zeballos   | 56    | 1  |
| COL  | Alejandro González | 91    | 2  |
| ARG  | Guido Pella        | 118   | 3  |
| ARG  | Facundo Bagnis     | 123   | 4  |
| ARG  | Facundo Argüello   | 124   | 5  |
| ARG  | Martín Alund       | 133   | 6  |
| BRA  | João Olavo Souza   | 140   | 7  |
| DOM  | Victor Estrella    | 144   | 8  |

- 1 Rankings de 23 de Dezembro de 2013.

### Outras entradas
Os seguintes jogadores receberam wildcards para entrar na chave principal:
- Rafael Camilo
- Osni Junior
- José Pereira
- Bruno Sant'Anna

Os seguintes jogadores usaram protected ranking para entrar na chave principal:
- Daniel Kosakowski
- Eduardo Schwank

Os seguintes jogadores entraram pelo qualifying:
- Moritz Buerchner
- Henrique Cunha
- Marcelo Demoliner
- Fabiano de Paula

## Campeões

### Simples
- João Olavo Souza der.  Alejandro González, 6-4, 6-4

### Duplas
- Gero Kretschmer /  Alexander Satschko der  Nicolás Barrientos /  Víctor Estrella, 4–6, 7–5, [10–6]